# Фосфоритові родовища
Фосфоритові родовища треба розглядати як комплексні, бо крім фосфатної речовини, вони часто містять підвищені концентрації інших корисних компонентів. До них належать: 
- 1. Глауконіт – значні концентрації цього мінералу характерні звичайно для Ф. платформного типу. Так, в Єгор'євському фосфоритовому родовищі Московської області його вміст становить 10–70%, а у Верхньокамському – 10–60%.
- 2. Сполуки ванадію і рідкісних земель. Так, в одному з фосфоритоносних басейнів західних штатів США (у східному Айдахо і західному Вайомінгу) залягають фосфоритові пласти з вмістом 0,2–0,3% V2O5, з яких доцільно видобувати ванадій.
- 3. Сполуки урану. В США (шт. Флорида та ін.) працює кілька установок на підприємствах, що переробляють фосфорити.

За походженням усі родовища Ф. є екзогенними утвореннями і поділяються вони на: 
- 1. Морські осадові – біогенні, хемогенні, механічні (перевідкладені). Серед морських виділяють такі літогенетичні типи Ф.: мікрозернисті, зернисті, жовнові і черепашкові.
- 2. Континентальні осадові – залишкові, інфільтраційні, вторинні поклади (алювіальні, скупчення кісток і поверхневі). Серед континентальних Ф. виділяють Ф. кори вивітрювання і органогенні – гуано.

Родовища фосфоритів морського типу. За умовами залягання ці родовища можна поділити на геосинклінальні і платформні. Біогенні родовища фосфатів утворилися за рахунок концентрації фосфору в біогеосфері. Джерелом фосфору є рослинний і тваринний світ. Утворення хемогенних родовищ Ф. пояснюється хімічною теорією, Ф. оолітової будови великої потужності творились хімічним способом при непрямій участі живих організмів.
Механічні (перевідкладені) родовища можуть складатися з жовнових, галечних або конґломератових Ф., які утворилися в результаті механічного нагромадження розмитих і перевідкладених Ф. До таких родовищ належать Подільське (фосфоритові галечники) і Кролевецьке (конґломерати) в Україні, ряд горизонтів Єгор'євського родовища в Московській області, деякі родовища Флориди (США) та ін.
Континентальні родовища утворюються в тих випадках, коли карбонатні породи (вапняки, мергелі), що містять у розсіяному стані незначну кількість фосфату, зазнають в умовах континентального режиму дії поверхневих вод, що містять СО2. При цьому вапно вилуговується і виноситься з розчином, а фосфат залишається в концентрованому стані разом з глиною і різними силікатами, утворюючи залишкові родовища Ф. За кордоном такі родовища є в Бельгії, Північній Франції і США.
Інфільтраційні родовища утворюються в результаті хімічного вивітрювання первинних родовищ (морських і континентальних) Ф. або фосфатизованих порід, винесення Р2О5 водами в підземну циркуляцію і наступного відкладення в горизонтах із сприятливими гідрохімічними умовами. Прикладом є найбільше родовище так званих твердих фосфоритів на Флориді (США). В Росії до цього типу відносять Антоново-Липовське родовище на Уралі, деякі родовища в Кемеровській області та ін.
Алювіальні родовища утворені в результаті розмивання первинних осадових родовищ річками, механічного перенесення фосфоритового матеріалу і наступного перевідкладення його у вигляді пластів галечників і конґломератів. Прикладом цього є родовище поверхневих валунів у Флориді (США) і багато родовищ в РФ (Подольське, частково Єгор'євське і Верхньокамське).
Скупчення кісток та інших решток в осадових породах континентального походження також часто являють собою своєрідні родовища фосфатів. Прикладом цього типу родовищ є кісткові брекчії річок Північної Двіни, Чу, Ілі.